# Death Race
Death Race (titulada: Death Race: La carrera de la muerte en Hispanoamérica y España) es una película estadounidense dirigida por Paul W. S. Anderson. El guion fue escrito por J. F. Lawton. Fue protagonizada por Jason Statham, Joan Allen, Tyrese Gibson, Ian McShane, Natalie Martinez y Jason Clarke. Otros actores que aparecen en el filme son Fred Koehler, Jacob Vargas, Justin Mader, Robert LaSardo y Robin Shou. 
Esta película es una versión de Death Race 2000, película de 1975 dirigida por Paul Bartel y protagonizada por David Carradine, Simone Griffeth y Sylvester Stallone, que a su vez, se basó en el cuento El corredor de Ib Melchior. Unas precuelas para DVD fueron lanzadas bajo los títulos Death Race 2 y Death Race 3: Inferno y también se lanzó una secuela titulada Death Race: Beyond Anarchy.

## Argumento
En el año 2012, la economía mundial cayó en picada. Como consecuencia, se desató a nivel mundial una ola de violencia y crímenes sin precedentes en la historia. Para controlar a los criminales, empresas privadas se hacen con el control de las penitenciarías de los Estados Unidos. Con fines de lucro, en la penitenciaria de Terminal Island se desarrolla un torneo conocido como la "Carrera de la Muerte", una carrera de autos blindados y modificados con armas defensivas y ofensivas. Se celebra durante tres días cada año, y en el torneo participan los presos de dicha penitenciaría donde el ganador de 5 carreras obtendrá su libertad como premio final y le serán borrados todos sus antecedentes, sin importar la gravedad del crimen.
Al inicio de su quinta carrera, el misterioso campeón de 4 carreras conocido como Frankenstein (voz de David Carradine) es asesinado por Joseph "Machine Gun Joe" Manson (Tyrese Gibson), al fallar misteriosamente todas sus armas defensivas y ofensivas, obligando a su copiloto a eyectarse del auto para salvar su vida.
Mientras tanto, el extrabajador de una fábrica en bancarrota llamado Jensen Ames (Jason Statham), es acusado injustamente del asesinato de su esposa y posteriormente es arrestado por la policía y recluido en la cárcel de Terminal Island. Allí, la despiadada alcaldesa, Hennessey (Joan Allen), lo convence de hacerse pasar por el difunto Frankenstein para mantener viva la leyenda del torneo. Así, conoce a su equipo de operaciones: Coach (Ian McShane), el entrenador; Gunner (Jacob Vargas), un experto en armas; y Lists (Frederick Koehler), un preso sabelotodo con muchos conocimientos sobre los autos y los competidores. Una vez en la "Carrera de la Muerte", su navegadora llamada Katrina Case (Natalie Martinez), le explica las leyes y reglas del Torneo.
Luego, durante la primera ronda, descubre que un corredor denominado "Pachenko" (Max Ryan) posiblemente sea el verdadero responsable del asesinato de su esposa, conspirado por la malvada Hennessey. Durante el segundo día de competencia, Jensen habla a solas con Case sobre si ella causó la muerte del Frankenstein anterior; al principio, ella lo niega hasta que Jensen amenaza con usar el asiento eyector del auto para lanzarla hacia una placa de metal en el techo del túnel. Finalmente y ante la proximidad del punto de eyección, Case confiesa que ella había saboteado previamente todas las armas traseras del Frankenstein anterior, por lo que Jensen le pregunta por qué hizo tal cosa y ésta revela que fue chantajeada por Hennessey previamente, quien le prometió darle su liberación y su vida devuelta. Ante esto, Jensen admite que él también hubiera hecho lo mismo, pero Case en su defensa le menciona que ella no lo mató directamente, ya que Frankenstein no se rendía bajo ninguna circunstancia y que todo lo ella hacia era asegurase de que Frankenstein no ganase la carrera.
Después de eso, Jensen le pregunta por qué Hennessey quería hacer algo como eso y Case revela que era para mantener a Frankenstein corriendo por toda la eternidad. Por último, Jensen le cuestiona sobre lo que pasó en la primera ronda y ésta confiesa que Hennessey le dijo que le estorbara. Finalmente y ya anuente de toda la verdad, Jensen menciona que tampoco ganará esta ronda, pero admite que en su lugar hará que la misma sea un poco más interesante. Luego de matar a Pachenko en la segunda ronda, Jensen debe unir fuerzas con Joe para destruir un gigantesco camión blindado que había creado Hennessey. En esta batalla, Joe confirma sus sospechas de que el Frankenstein original había sido asesinado por él y que el nuevo Frankenstein es en realidad el mismísimo Jensen.
Hennessey, consciente de que Jensen ahora sabe que ella ordenó a Pachenko matar a su esposa, continúa con el engaño de la obtención de libertad de Jensen, pero le pide que considere el quedarse permanentemente como Frankenstein. Como medida de precaución, coloca un explosivo bajo su Ford Mustang GT 2006 modificado. Durante la última carrera, Hennessey manipula la carrera en favor de Joe. Justo cuando parecía que iba a ganar, Joe y Jensen escapan por una pared dañada del complejo de Terminal Island.
Hennessey, desesperada, intenta activar la bomba, pero resulta que el equipo de operaciones la había encontrado, sacado y desactivado, el equipo de Ames ve el interruptor y Lists les dice: "Alguien está molesta", por su parte el Coach, les menciona diciendo: "Nadie se mete con mi auto". Luego de cruzar el puente de Terminal Island, los autos de Joe y Jensen se separan por caminos distintos, mientras que los helicópteros por órdenes de Hennessey les ordena que sigan a Frankenstein sin perderlo de vista y dejen ir de momento a Joe. Entonces, Case se ofrece a ponerse la máscara de Frankenstein y entregarse, para darle tiempo a Jensen a escapar, debido a que, como ella dice: "Se lo debe a Frankenstein" y porque de todas maneras, Hennessey ya había firmado sus papeles de liberación y que la dejarían en libertad al día siguiente.
Esto hace que Jensen logre escapar y mientras ve como Case es arrestada, súbitamente Joe se aparece detrás de él y le dice: "Oye Igor, Feliz Navidad" y le entrega una maleta para posteriormente ambos subir al vagón de un tren que pasaba cerca del puerto. Jensen descubre que dentro de la maleta hay unas camisas de playa y en eso, Joe le admite que no sabe a dónde irá Jensen, pero que él se irá a Miami. Jensen le menciona que es una buena elección y que lo verá allá tan pronto como recupere a su hija. Mientras observan cómo los helicópteros se alejan del lugar con Case, Joe admite que es una pena no poder encargarse de Hennessey y Jensen le menciona que no se preocupe por eso. Posteriormente, Hennessey recibe una donación anónima de un "gran admirador suyo" y resulta que el regalo era la bomba destinada a Frankenstein, que le había mandado Coach, quien remotamente la detona, matando a Hennessey y finaliza diciendo: "Amo mucho este deporte".
Seis meses después, se ve a Joe, Jensen y su hija en Santa Rosalía, México ganándose la vida como mecánicos, y a Case, quien los visita.

## Elenco
- Jason Statham como Jensen Ames.
- Joan Allen como Hennessey.
- Ian McShane como el entrenador.
- Tyrese Gibson como Machine Gun Joe.
- Natalie Martinez como Case.
- Robin Shou como 14K.
- Max Ryan como Pachenko.
- Frederick Koehler como Lists.
- Jason Clarke como Ulrich.
- Jacob Vargas como Gunner.
- David Carradine como la voz de Frankenstein.

## Recepción
La película ha recibido críticas mixtas de los críticos en general. En la actualidad posee un 42% en el rating de Rotten Tomatoes, y una calificación de 41 sobre 100 en Metacritic. Algunos la critican por "carecer del humor negro de la película original", mientras que otros la alaban por sus altas dosis de acción, explosiones y bellas mujeres, y la consideran un "digno remake de la película del '75, incluso más oscura y sangrienta".

## Coches utilizados
- Ford Mustang GT 2006 modificado, de Jensen "Frankenstein" Ames.
- Dodge RAM 1500 4WD 2004 modificado de Joseph "Machine Gun Joe" Manson.
- Buick Riviera 1966 modificado de Slovo Pachenko.
- Porsche 911 1980 modificado de 14-K.
- Jaguar XJS 1989 modificado de Travis Colt.
- Chrysler 300C 2006 modificado de Grimm.
- Buick Riviera "Boat Tail" 1972 modificado de Riggins.
- Pontiac Trans-Am 1979 modificado de Carson
- BMW 735i 1989 modificado de Siad
- Peterbilt 379 "El Acorazado". Propiedad del correccional
- Chevrolet Chevelle SS 1971 de Katrina Case (sin modificar)